# CNews
CNews (antiguamente i>Télévision, I-Télé e I>Télé), es una cadena de televisión francesa, especializada en la difusión de informaciones en continuo, filial de Groupe Canal+.
Es accesible mediante los sistemas de emisiones TNT, cable, satélite, ADSL, la televisión por móvil o celular y mediante lectura en continuo por Internet.
Propiedad del multimillonario y magnate de la prensa  Vincent Bolloré, CNews está ideológicamente orientada hacia la extrema derecha.

## Historia
Fue creada el 4 de noviembre de 1999, como competidora del canal LCI de Groupe TF1. i>Télé se convirtió en cadena gratuita al acceder al TDT en octubre de 2005, siendo BFM TV su principal competidora en este sistema. A las 11:58 de la mañana, faltando dos minutos antes de las 12:00 del mediodía, se lanza oficialmente el canal por Pierre Lescure, quince años después del día de la creación de Canal+. 
El 9 de septiembre de 2002 a las 19:20, la estación cambia su logotipo y su nombre por el de I-Télé.
La cadena está experimentando un nuevo plan social en marzo de 2003, cuando se suprimen 138 de los 305 puestos de trabajo y otros subcontratados dentro del Grupo Canal +. A raíz de una huelga, el informativo del mediodía del 14 de febrero de 2003 se sustituye por una edición más corta que presenta Priscila de Selve y se lleva a cabo por parte de los equipos del canal. Este diario se inicia excepcionalmente a las 13:00 en lugar de las 12:30.
Desde septiembre de 2004, Guilluame Durand, de Europa, alberga una entrevista a diario todas las noches. Después de presentar la información de sesión de la tarde en la transmisión de dicha señal (de 6:00 a 9:00 p. m.) durante la temporada 2003-2004, Bruce Toussaint brevemente en septiembre de 2004, confrontó el tema de N'aynos pas peur des mots en la programación del canal. En octubre del mismo año, desaparece su sucesor Samuel Étienne tras la marcha de Thiery Gilardi en TF1; Bruce Toussaint entra en vigor en un dúo con Stephanie Renouvin en el noticiero La Matinale, el cual se transmite en vivo todas las mañanas por parte del Canal+ y el resto de la programación del canal durante la temporada 2004-2005.
El 9 de mayo de 2005, el canal es seleccionado por el CSA para libre oferta de la televisión digital terrestre.
Desde septiembre de este año, La Matinale, originalmente es compartida con Canal+ e I-Télé, ya no se emite el noticiero de la misma cadena; I-Matin, un programa matutino que se pone al aire con Laurent Bazin y Nathalie Iannetta.
Durante el otoño de 2005, Marie Drucker deja Canal+ donde muestran los registros después de haber ocupado el canal tomando el control de Soir 3 en France 3 y continuar su labor en RTL porque «"eligió su honor en la casa de la RTL"».
En septiembre de 2005, Jean-Claude Paris le dio gracias a su público por haber trabajado en el Grupo Canal + donde sustituye a Valérie Lecasble.
El 14 de octubre de 2005, a las 19:20, I-Télé lanzó el canal N° 16 en la TDT que comienza con la difusión de la política de mantenimiento Le Franc Parler en simultáneo por France Inter en asociación con Le Point. En este entonces, la cadena emplea al 45% por ciento de los periodistas, incluyendo a 18 corresponsales en Francia y tres en el extranjero. De 7:00 a 9:00, el programa matutino está a cargo de Laurent Bazin y Nathalie Ianneta, al mediodía, de 12:00 a 14:00, se presenta el otro noticiero que es conducido por Sophia Synodinos y Laurent Kouchner. Harry Roselmack asegura, por su parte, que La Grande Édition se emite de 18:00 a 18:30, antes de La Grande Édition, la suite de Guillaume Durand hasta las 19:30. Por último, Samuel Etienne presenta la edición de la tarde de a partir de las 23:00. Fuera de estas programaciones de noticias, I-Télé emitió 9 citas diarias y 18 revistas semanales.
En septiembre de 2007, la canal es el lanzamiento de 2 nuevas sesiones de información principales: Actu midi de 12:00 a 14:00, organizado por Olivier Benkemoun con Valentine Desjeunes (noticias) y Info soir de 22:00 a 23:00 (retransmisión tres en directo) orquestada por Nicolas Charbonneau y Priscilia Selve (noticias).
Desde 2008, la cadena está dirigida por Pierre Fraidenraich y Thierry Thuillier.
El 15 de septiembre de 2016 por decisión de Groupe Canal+, el nombre del canal se renombró como CNews.
En septiembre de 2015, el presidente del Consejo de Vigilancia del grupo Canal+, Vincent Boloré anunció que los canales gratuitos I-Télé, D8 y D17 cambiarían sus nombres para convertirse en CNews, C8 y Cstar, respectivamente para acercarlos a la misma cadena. Para ponerse al día, los rostros de la directora de la BFMTV Cécilia Raguneau y la editora Céline Pigalle serán remplazadas por Phillipe Labro y Guillaume Zeller. Después de meses sin noticias, en abril de 2016 se anunció que el canal se renovaría como Canal News a mediados de octubre de este año.
El día 1 de febrero del 2017 a las 5:58, el canal cambia su nombre por el de CNews.

### Orientación ideológica
Según un artículo de La Vanguardia, "los medios controlados por Bolloré (junto a Le Journal du Dimanche, las emisoras CNews, Canal +, Radio Europe 1, las revistas Paris Match, Gala, Capital y otras) saturan a la audiencia con mensajes que refuerzan los prejuicios frente a la inmigración y el islam, exacerban el sentimiento de inseguridad y la angustia ante un supuesto futuro en peligro de la Francia tradicional, cristiana."Un estudio publicado en el Journal of Information Technology & Politics también muestra que la audiencia de CNews se caracteriza por ser desproporcionadamente de extrema derecha.
CNews apoyó la campaña de Eric Zemmour durante las elecciones presidenciales francesas de 2022.

## Identidad visual

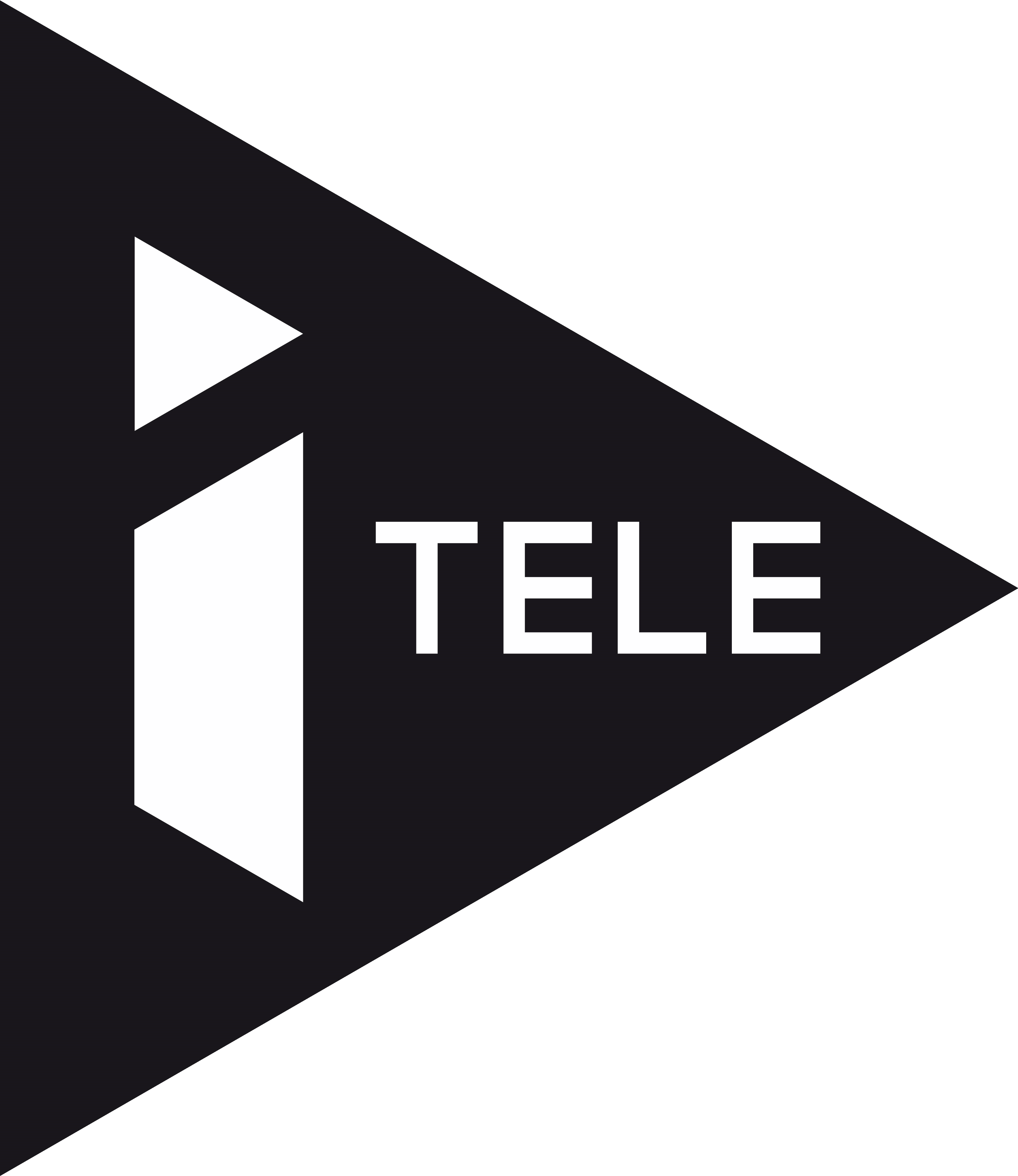
Logo de I-Télé del 12 de septiembre de 2008 al 25 de agosto de 2013.
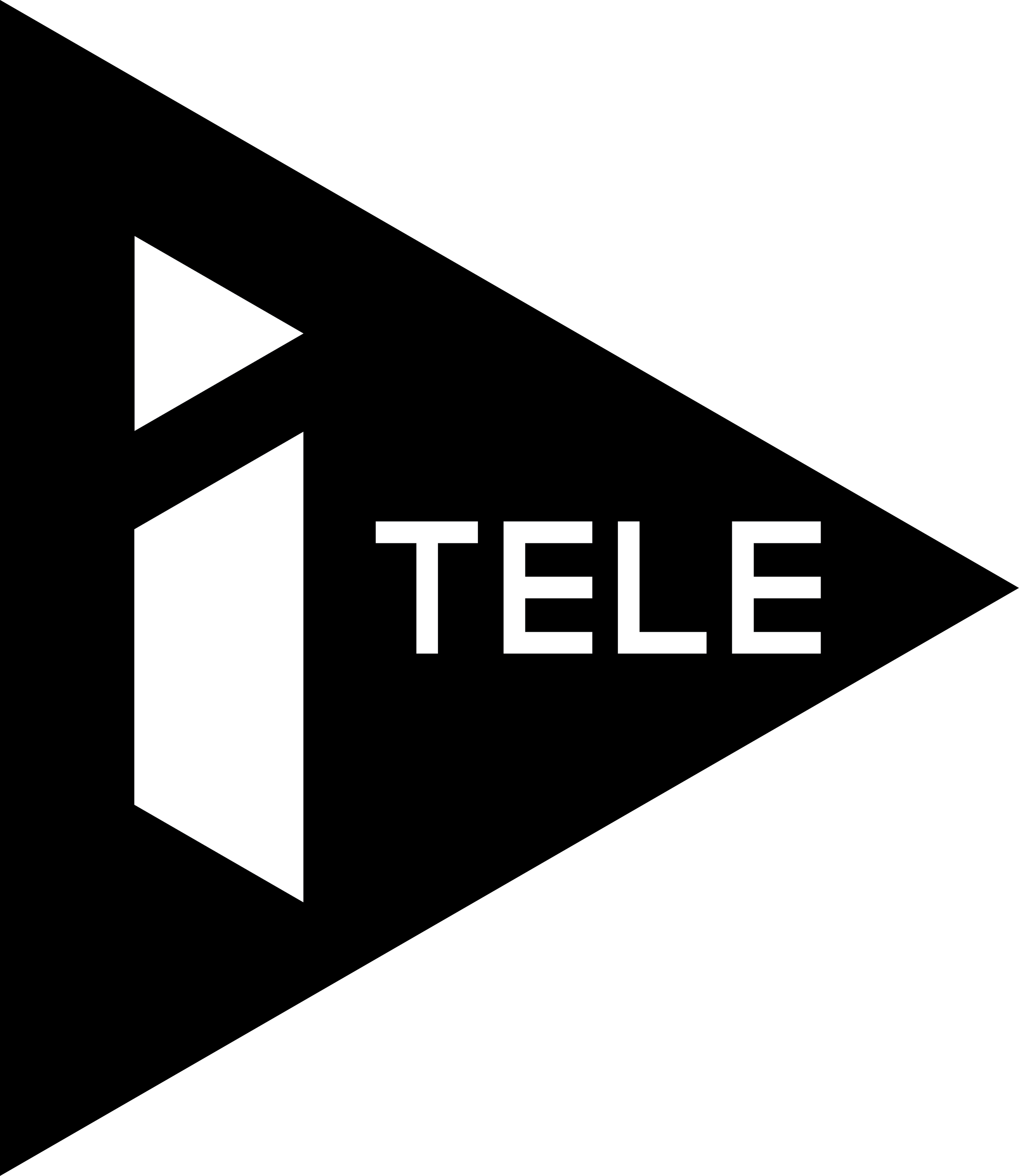
Logo de I-Télé desde el 26 de agosto de 2013 hasta el 15 de septiembre de 2016.
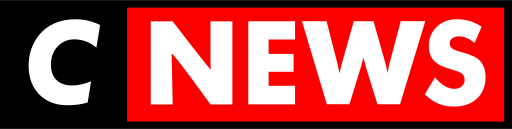
Logo de Canal News desde el 15 de septiembre de 2016 y reestilizado como CNews desde el 24 de octubre de 2016.

### Eslóganes
- noviembre de 1999 - 2001 : "i> l'info se rapproche"
- 2001 - septiembre de 2002 : "Là où ça se passe, 24 h sur 24"
- septiembre de 2002 - 2007 : "L'info en +"
- 2007 - septiembre de 2008 : "Toutes les infos, tout le temps"
- septiembre de 2008 - 2009 : "Au cœur de l'actualité"
- 2009 - diciembre 2010246 : "L'information avec un grand I"
- diciembre 2010247- 2011 : "Soyez les premiers à voir les images"
- 2011 - agosto de 2013 : "Au plus près de l'actualité 24h/24"
- agosto de 2013 - 2014 : "Au cœur de l'évènement"
- 2014 - febrero de 2017 : "L'information ne s'arrête jamais"
- febrero de 2017 - noviembre de 2017 : "La chaîne info : décryptage et opinions"
- desde noviembre de 2017 : "La chaîne info qui explique l'info"

### Denominaciones del canal
- Desde el 4 de noviembre de 1999 : I>Télévision
- Desde el 9 de septiembre de 2002 : I-Télé
- Desde el 27 de febrero de 2017 : CNews.

## Organización

### Dirigentes
Presidente
- noviembre de 1999 - junio de 2001 : Pierre Lescure (presidente de Canal+)
- junio de 20012 - abril de 2002 : Philippe Gildas
- abril de 2002 - febrero de 2003 : Xavier Couture (presidente de Canal+)
- febrero de 2003 - 2004 : Michel Denisot
- desde 2004 : Bertrand Méheut (también presidente del grupo Canal+, propietario de la cadena)

Director general
- noviembre de 1999 - junio de 2001 : Christian Dutoit
- junio de 2001 - septiembre de 2005 : Jean-Claude Pâris
- septiembre de 2005 - junio de 2008 : Valérie Lecasble
- junio de 2008- enero de 2012 : Pierre Fraidenraich
- enero de 2012 - septiembre de 2015 : Cécilia Ragueneau
- desde septiembre de 2015 : Philippe Labro

Director de la redacción
- noviembre de 1999 - marzo de 2001 : Noël Couëdel
- marzo de 2001 - junio de 2001 : Jacques Jublin
- junio de 2001 - junio de 2008 : Bernard Zekri Ouiddir
- junio de 2008 - agosto de 2010 : Thierry Thuillier
- septiembre de 2010 - mayo de 2012 : Albert Ripamonti
- mayo de 2012 : Céline Pigalle (director de información del grupo Canal+ desde enero de 2013)
- desde septiembre de 2015 : Guillaume Zeller

### Capital
En el momento de su creación, I-Télé (Sociedad de explotación de un servicio de información -SESI) era una filial de Canal+ antes de ser reasignada el 1 de enero de 2001 dentro del grupo Canal+. Sin embargo, el holding de CSA y las concesiones de transmisión sigue siendo la "Compañía de funcionamiento de un servicio de información '(SESI).

## Programación

### Días de la semana
- 6h-9h : La Matinale Info con Romain Desarbres y Clélie Mathias
- 9h-10h : L'Heure des Pros con Pascal Praud
- 10h-15h : La Newsroom con Isabelle Moreau
- 15h-18h : La Newsroom
- 19h40-20h30 : 20H Foot con Pascal Praud y Thibaud Vézirian

### Lunes a jueves
- 18h-19h40 : Le Direct Ferrari con Laurence Ferrari
- 20h30-21h : Le grand JT con Caroline Delage
- 21h-Medianoche : Galzi Jusqu'à Minuit con Olivier Galzi y Soizic Boisard

### Viernes
- 18h-19h : Vive les Livres con Patrick Poivre d'Avor
- 19h-19h40 : + de Recul con Virginie Chomicki
- 20h30-Medianoche : Intégrale Week-end con Patrice Boisfer

### Fin de la semana
- 7h-11h : La Matinale Week-end con Aïda Touihri y Thomas Lequertier
- 10h15-11h : Le Grand Rendez-vous (domingo)
- 13h-14h : 13H Foot con Pascal Praud y Julien Pasquet
- 20h-21h : 20H Sport con Julien Pasquet
- 21h-22h30 : Intégrale Week-end con Patrice Boisfer
- 22h30-23h30 : Sport Week-end con Arnaud Bonnin, Virginie Ramel y Julien Pasquet

## Audiencias
|      | Enero | Febrero | Marzo | Abril | Mayo  | Junio | Julio | Agosto | Septiembre | Octubre | Noviembre | Diciembre | Media anual |
| ---- | ----- | ------- | ----- | ----- | ----- | ----- | ----- | ------ | ---------- | ------- | --------- | --------- | ----------- |
| 2007 |       |         |       | 0,3%  | 0,3%  | 0,3%  | 0,3%  | 0,3%   | 0,3%       | 0,3%    | 0,3%      | 0,3%      | 0,3%        |
| 2008 | 0,3%  | 0,3%    | 0,3%  | 0,3%  | 0,3%  | 0,4%  | 0,4%  | 0,3%   | 0,4%       | 0,4%    | 0,4%      | 0,4%      | 0,3%        |
| 2009 | 0,4%  | 0,4%    | 0,4%  | 0,5%  | 0,5%  | 0,7%  | 0,6%  | 0,6%   | 0,5%       | 0,5%    | 0,5%      | 0,6%      | 0,5%        |
| 2010 | 0,7%  | 0,6%    | 0,6%  | 0,6%  | 0,7%  | 1,0%  | 0,8%  | 0,7%   | 0,7%       | 0,8%    | 0,7%      | 0,7%      | 0,7%        |
| 2011 | 0,7%  | 0,8%    | 1,1%  | 0,8%  | 1,0%  | 0,9%  | 0,9%  | 0,8%   | 0,8%       | 0,8%    | 0,8%      | 0,7%      | 0,8%        |
| 2012 | 0,8%  | 0,8%    | 1,0 % | 0,9 % | 1,0 % | 0,9 % | 0,7 % | 0,7 %  | 0,8 %      | 0,7 %   | 0,8 %     | 0,6 %     | 0,8 %       |
| 2013 | 0,8 % | 0,7 %   | 0,8 % | 0,8 % | 0,8 % | 0,7 % | 0,9 % | 0,7 %  | 0,7 %      | 0,8 %   | 0,8 %     | 0,8 %     | 0,8 %       |
| 2014 | 0,8 % | 0,7 %   | 1,0 % | 0,9 % | 0,9 % | 1,0 % | 1,0 % | 0,9 %  | 1,0 %      | 0,9 %   | 0,9 %     | 0,8 %     | 0,9 %       |
| 2015 | 1,2 % | 0,8 %   | 1,0 % | 0,9 % | 0,9 % | 1,0 % | 1,0 % | 0,9 %  | 0,9 %      | 0,9 %   | 1,6 %     | 1,0 %     | 1,0 %       |
| 2016 | 1,0 % | 0,9 %   | 1,0 % | 1,0 % | 1,0 % |       |       |        |            |         |           |           |             |

Source : Médiamétrie
Leyenda :
Fondo verde : Mejor resultado histórico.
Fondo rojo : Peor resultado histórico.